# نیژنیایا مایکا
نیژنیایا مایکا (انگلیسی: Nizhnyaya Mayka) یک شهرک در شهرستان کوگارچینسکی جمهوری باشقیرستان در کشور روسیه است.